# Partoldal
A pArtoldal egy irodalmi és művészeti folyóirat volt 1998 és 2003 között.

## Szerkesztőség
A folyóiratot Magyar Zsolt alapította 1998-ban.
Az első szerkesztők Simonyi Katalin és az alapító voltak. 1999-től Simonyi helyett csatlakozott Csula Emil és Fűkő Béla. Később Halmai Róbertet is a szerkesztők között találjuk. 1999-től a szerkesztőség munkáját Magyar Zsolt főszerkesztőként irányította. Meg kell még említeni Sulyok Tamás nevét, aki 2001-től tördelőszerkesztőként dolgozott a szerkesztőségben.

## Tartalom
A lap fórumot biztosított fiatal írók számára, egyben hivatásos írók/költők is jelentettek meg írásokat a lapban. Az új évezredben a hangsúly inkább a tanulmányokra tevődött, néhány gondosan megválasztott vers társaságában. A lap arculata volt talán a legerősebb oldala, melyet Fűkő Béla által beválogatott grafikák fémjeleztek.
Meghatározó szerzők:
- Gradvolt Endre
- Makay Ida
- Martin József
- Mihalik Zsolt
- Sértő Nóra

## Lelőhelyek
Biztosan megvan a teljes sorozat az Országos Széchényi Könyvtárban, a Csorba Győző Megyei Könyvtárban, Pécsett és a PTE BTK Kari Könyvtárban. Egyes példányok szerte az országban előfordulhatnak.

## Impresszum (az utolsó szám alapján)
- szerkesztőség: 7624 Pécs, Ifjúság útja 6.
- főszerkesztő: Magyar Zsolt
- szerkesztők: Fűkő Béla, Halmai Róbert és Csula Emil
- tördelőszerkesztő: Sulyok Tamás
- kiadja a Fiatal Pécsi Művészekért Egyesület
- felelős kiadó: az egyesület elnöke
- ISSN: 1419-2810

A lap utolsó száma 2003-ban jelent meg.

## Külső hivatkozások
- Országos Széchényi Könyvtár Katalógusa
- Fűkő Béla honlapja Archiválva 2008. március 28-i dátummal a Wayback Machine-ben
- Halmai Róbert honlapja Archiválva 2018. március 31-i dátummal a Wayback Machine-ben